# Mariampol (Sainte-Croix)
Pour les articles homonymes, voir Mariampol.
Mariampol est une localité polonaise de la gmina de Stopnica, située dans le powiat de Busko en voïvodie de Sainte-Croix.